# 모티프 (이야기)
이야기에서의 모티프는 이야기를 구성하는 요소, 일로 상징화될 수 있는 것을 가리키는 개념이다.

## 개론
구승 전승, 소설, 연극, 영화, 만화 등의 이야기에는 공통된 사물, 유사한 역할을 완수하는 인물, 비슷한 사건이 많이 인정된다. 그것은 예를 들면 '주인공만이 쓸 수 있는 무기', '숨겨진 보물', '영웅', '마법사', '은둔자', '유혹하는 여자', '삼각 관계', '심중', '자기희생' 등이며, 그들을 총칭해 모티프라고 부른다. 모티프는 때에 그 이야기의 주제 (테마) 그 자체나 되지만, 많게는 이야기의 한 요소로서 이용되고 있다.
모티프의 상당수는 신화나 전설에까지 그 계보를 거슬러 올라갈 수 있지만, 시간 여행과 같이 비교적 새로운 것도 있다. 또, 일반적으로 모티프는 장르를 불문하고 나타나 만화나 애니메이션에도 신화 이래의 모티프는 많이 인정된다.
모티프는 여러 가지의 이야기에 반복해 나타나기 때문에, 어떠한 상징으로서 해석되는 것도 많다. 심리학자 C. G.융이 원형이라고 부른 '그림자'나 '아니마', '늙은 현자' 등도, 인물의 모티프를 강하게 상징화한 것이라고 해석할 수도 있을 것이다.

## 모티프색인
이러한 모티프를 분류해 일람표화한 것은 모티프색인으로 불려 민화나 구승 문예의 연구 등에 이용되고 있다. 예를 들어 톰프슨은, 모티프색인 (Motif-index of folk-literature, 1955) 전6권을 출판했다. 이 안에서 모티프는 세세하게 체계화되고 있어 예를 들면 상당히 종류 F는 '경이', 그 하위 분류인 F500-F599는 '놀랄 만한 인물', 그 하위의 F510는 '괴물적 인물', 그 하위의 F511는 '머리 부분이 비정상인 인물', 그 하위의 F511. 1은 '얼굴이 비정상인 인물', 그 하위의 F511. 1.3은 '수안의 인물', 그 하위의 F511. 1.3. 1은 '원숭이의 얼굴의 인물'이라는 상태이다. 각각의 항목에는 하나로부터 수십의 참고 문헌과 (경우에 따라서는) 관련하지만 다른 개소에 있는 모티프색인 번호가 기록되고 있다.

## 같이 보기
- 카를 융 - 원형
- 분류:신화 원형